# Stepan Ciobanu
Stepan Ivanovyč Ciobanu (in ucraino Степан Іванович Чобану?; Dolyns'ke, 21 dicembre 1963 – cielo di Kropyvnyc'kyj, 28 febbraio 2022) è stato un aviatore e militare ucraino di origine rumena, pilota di Su-27 abbattuto in un combattimento aereo nei primissimi giorni dell’invasione russa dell'ucraina; per il suo valore è stato insignito del titolo di Eroe dell'Ucraina (alla memoria) e di cavaliere dell'Ordine della Stella d'Oro.